# Маврокордато

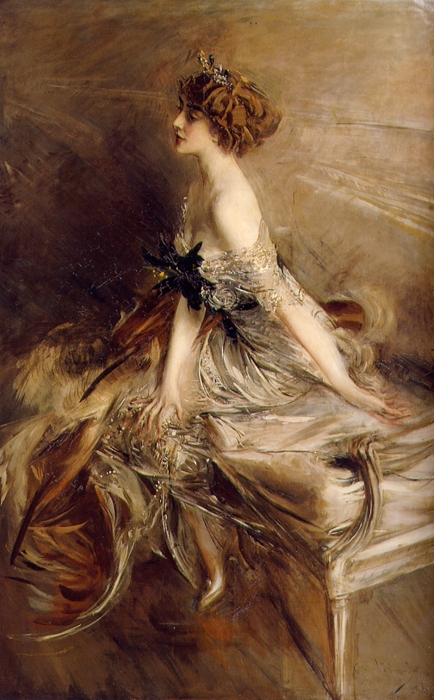
Княгиня Марта Бібеску, уроджена Маврокордато

Маврокордато (грец. Μαυροκορδάτος, рум. Mavrocordat) — фанаріотський княжий рід, що походив від Миколи Маврокордато, уродженця острова Хіос. Його нащадки проживають в Європі та США.

## Історія
Микола Маврокордат оселився в Константинополі в першій чверті XVII століття, де займався торгівлею.
Його син Олександр (помер 1709) був турецьким посланцем у Відні (1688), а 1698 отримав від султана княжий титул. Син князя Олександра — Микола (помер 1730) був правителем Молдавії, потім — Волощини. Син князя Миколи, Костянтин (помер 1769), двічі правив Молдавією.
Двоюрідний брат останнього, Олександр (помер 1819), був правителем Молдавії (1785–1786), втік до Росії, де його привітно прийняла імператриця Катерина II. Йому належав перший план визволення Греції. Дві гілки роду Маврокордато поступили до російського підданства, й за ними було визнано княжий титул.

### Герб
Родовий герб являє собою червоний хрест у золотому щиті. Праворуч у верхній частині — голова негра (мавра) зі срібною пов'язкою. Над щитом — дворянський коронований шолом.
Нашоломник — три страусових пера — середнє червоне, решта — золоті. Намет червоний із золотом. Девіз: «Відданість і любов» червоним по золоту.

## Відомі представники роду
- Александрос Маврокордатос — грецький політичний діяч, один з лідерів грецької революції.
- Александру Маврокордат І — господар Молдавії у 1782–1785 роках.
- Александру Маврокордат II — господар Молдавії у 1785–1786 роках.
- Іоанн Маврокордат — син Миколи Маврокордата, господар Валахії та Молдавії, драгоман Дивану Оттоманської імперії.
- Константин Маврокордат — грецький дворянин, 6 разів був господарем у Волощини та 4 рази в Молдавському князівстві.
- Ніколаос Маврокордатос — господар Валахії та Молдавії, драгоман Дивану Оттоманської імперії.
- Маврокордато Карл Степанович — Георгіївський кавалер; полковник.